# 2014年日本賽馬
2014年日本賽馬（日語：2014年の日本競馬），是2014年（平成26年）日本賽馬界發生的重大事件及各項賽事的記錄。

## 重大事件概要

### 中央競馬

#### 違禁用藥風波
日本中央競馬會12月10日宣佈，於12月7日在中山競馬場第6場賽事出戰的1匹賽駒被檢出體內含有禁藥咖啡因，取消馬匹資格之餘亦即時同步千葉縣警船橋警察署以排查是否違反《競馬法》。
而日本中央競馬會事後調查事後發現隸屬同一馬房的另一匹賽駒亦對咖啡因呈陽性反應，因而檢查飼料添加劑，最終發現一包未開封的添加劑中含有咖啡因的成份。據消息指，此添加劑於美浦訓練中心中有發售並被一些馬房使用，而位處關西的栗東訓練中心則沒有出現此品牌的添加劑。
經過詳細調查後，裁決委員會確定咖啡因為於美國的生產過程中被混入添加劑之中，因而練馬師、訓練助手及經銷商未有被處罰。事後，日本中央競馬會勒令經銷商不能繼續出售由該美國製造商製作的任何產品。

#### 首位女性高層
9月16日，農林水產省向1988年夏季奧林匹克運動會花樣游泳獎牌得主小谷實可子頒發任命書，邀請其擔任日本中央競馬會非常務監事，為日本中央競馬會創辦以來首位女性高層。

#### 馬匹對馬蓋他病毒病呈現陽性反應
10月9日，日本中央競馬會宣佈16匹隸屬美浦訓練中心及1匹隸屬栗東訓練中心的馬匹出現馬蓋他病毒病的徵狀，大部份馬匹均為未接種所有疫苗的2歲馬。作為應對措施，日本中央競馬會將會提供疫苗接種服務及勤加消滅病毒傳播媒介之一的蚊子。

#### 中山競馬場裝修
中山競馬場看台將於1月至11月進行裝修工程，因而一級賽短途馬錦標及朝日盃未來錦標分別移師至新潟競馬場及阪神競馬場舉行。

#### 分級賽主要變更
日本盃泥地大賽更名為日本冠軍盃並成為國際賽事，同時改為於中京競馬場泥地1800米跑道舉行。日經電台盃兩歲錦標更名為希望錦標並升格為二級賽，同時改為於中山競馬場草地2000米跑道舉行。朝日挑戰盃更名為挑戰盃。阿緹蜜斯錦標被評為三級賽。

### 地方競馬

#### 違禁用藥仍然存在
繼上年度3起禁藥事件後（詳情參見2013年日本賽馬#違禁用藥接連發生），本年度地方競馬的違禁用藥程度仍未下降。4月先後有參與門別競馬場及名古屋競馬場賽事的賽駒分別被驗出禁藥麻黃鹼及咖啡因，而12月1匹於高知競馬場的賽駒之尿液樣本亦含有禁藥寶丹酮。

#### 分級賽主要變更
育馬者金盃出賽條件變更為「3歲及以上雌馬」，同時降格為日本三級賽。

## 時間表

### 1月-3月
- 1月3日 - 騎師酒井忍出戰川崎競馬場第1場賽事事後墮馬，隨即被緊急送往就近的醫院，經檢查後確認為顱骨、第6及7頸椎棘突骨折[1]。
- 1月14日 - 上年度JRA賞馬王「龍王」退役。
- 1月16日 - 連霸讀賣盃的「國際高球」退役[2]。
- 1月18日 - 練馬師大和靜治退役。
- 1月19日 - 騎師江田照男出戰中山競馬場第1場賽事，達成第13000場出賽，亦為第14位達成此數字的騎師。
- 1月23日 - 2011年關東橡樹大賽冠軍「Colorful Days」退役。
- 1月24日 - 上年度日本育馬場盃雌馬經典賽冠軍「Medeia」退役。
- 1月29日 - 兩勝三級賽、三冠馬后「貴婦人」之全姐「多瑙河」退役[3]。
- 1月30日 - 兩勝三級賽的「Cosmo Nemo Shin」退役[4]。
- 2月1日 - 騎師木幡初廣出戰東京競馬場第12場賽事，達成第12000次出賽，亦為第21位達成此數字的騎師
- 2月2日 - 高知競馬場第2場賽事中，其中1匹參戰的體重因系統錯誤出現誤報。
- 2月月8日 - 京都競馬場因大雪取消第4場賽事。同日，騎師大河原和雄於訓練途中左腳跟腱斷裂需要休養至少2個月。另外，於2010年及2012年勝出阪神大賞典及長途馬錦標的「東海奇謀」退役。
- 2月9日 - 騎師四位洋文出戰京都競馬場第2場賽事，達成第12000次出賽，亦為第22位達成此數字的騎師[5]。
- 2月10日 - 船橋競馬場因大雪取消所有賽事。
- 2月13日 - 2012年二月錦標冠軍「Testa Matta」退役。同日，船橋競馬場第8場賽事出現特殊事件，「Grand Fidelio」於最後300米處突然停止被其他賽駒超越後再度加速，最終重新追上對手跑獲冠軍。
- 2月14日 - 笠松競馬場因大雪取消所有賽事。同日船橋競馬場因同樣原因取消第11場賽事。
- 2月15日 - 京都競馬場因為積雪推遲賽事舉行時間，同時將第5場賽事改於草地外圈1600米賽道舉行。「Wins高崎」及「BAOO高崎」亦因同樣原因停止本日業務。
- 2月17日 - 浦和競馬場取消本日賽事。同日，地方競馬全國協會2015年的日本育馬場盃系列賽事將於大井競馬場舉行。
- 2月18日 - 騎師北村宏司策騎「Sakura Parure」出戰女皇盃，達成第11000場次出賽，亦為第25位達成此數字的騎師。
- 2月19日 - 原定於3月初出的騎師小崎綾也因於訓練途中受傷導致右眼底骨折，推遲至4月19日初出。
- 2月27日 - 連霸福島牝馬錦標的「All That Jazz」、2007年中山大障礙冠軍「Merci A Time」及2011年武藏野錦標冠軍「Namura Titan」退役[6]。
- 2月28日 - 騎師上村洋行掛鞭，將會成為栗東訓練中心練馬師池添兼雄馬房的訓練助手。同日，12位練馬師飯田明弘、小原伊佐美、佐山優、鹿戶明、清水出美、武宏平、野村彰彥、藤岡範士、領家政藏、松山康久、矢野照正及清水美波退役。
- 3月月2日 - 中山競馬場第1場賽事中，「Yamanin Ramage」於出閘後的直路上跌倒，工作人員隨即拉線圍起事發地點。當其他賽駒行進至多第二圈直路時候，所有騎師紛紛將座騎抽出外檔避開仍然圍封中的位置，而賽會則確認本次比賽成立。
- 3月5日- 四勝南關東一級賽的「Clave Secreta」退役。
- 3月15日 - 2011年勝出妖精錦標的「Dance Fantasia」退役。同日，「Shogun」出戰中京競馬場第12場賽事，以638公斤的體重打破中央出賽馬最重記錄。
- 3月17日 - 船橋競馬場第4場賽事中，於其中1匹賽駒未完全入閘的情況下司閘員誤收開閘的信號，導致該馬漏閘。然而經過賽會審議過後，確認本次比賽成立[7]。
- 3月20日 - 練馬師松原義夫退役。
- 3月26日 - 2011年勝出平安錦標的「Hiraboku King」轉籍地方
- 3月28日 - 三勝跳欄分級賽的「T M Harrier」及四勝分級賽的「I'm Yours」退役[8][9]。
- 3月29日 - 2011年雪絨花賞冠軍「Share Smile」轉籍地方。同日，高知競馬場第12場賽事出現爆冷，「三重彩」的60636.3倍賠率打破高知記錄。同日，杜拜世界盃賽馬日於阿聯酋美丹馬場舉行，出戰高多芬一哩賽的「Brightline」跑獲第五、出戰杜拜免税店盃的「一路通」、「標誌名駒」及「東京光環」分別跑獲冠軍、第六及第七、出戰杜拜司馬經典賽的「貴婦人」及「有型露比」分別跑獲冠軍及第十、出戰杜拜世界盃的「巴比倫王」及「北港火山」分別跑獲第十一及十六。
- 3月31日 - 練馬師嶋田潤退役。

### 4月-6月
- 4月4日 - 兩勝二級賽並於2012年育馬者盃草地大賽跑獲殿軍的「創始先鋒」退役[10]。
- 4月7日 - 笠松競馬場第9場賽事出現爆冷，「位置Q」的864.5倍賠率打破記錄，同時亦高於同場的「三重彩」賠率。
- 4月10日 - 栗東訓練中心斜坡上位於2化朗地點的計時裝置故障，導致本日所有進行斜坡訓練的馬匹之最後2化朗速度無法計算。
- 4月11日 - 2012年春季天皇賞冠軍「霹靂戰駒」因肌腱炎復發而退役[11]。
- 4月13日 - 騎師橫山典弘出戰中山競馬場第10場賽事，達成第17000場出賽，亦為第6位達成此數字的騎師。
- 4月16日 - 騎師的場文男策騎「Watari King O」勝出南關東三級賽皇冠盃，以57歲7個月9日之齡成為勝出地方分級賽的最高齡騎師。
- 4月22日 - 「神鷹」獲選為殿堂馬，伊藤雄二及松山康久獲選為殿堂練馬師，岡部幸雄、河內洋、鄉原洋行及柴田政人獲選為殿堂騎師。
- 4月26日 - 福島競馬場第8場賽事中，第十六人氣的賽駒取勝，「獨贏」的569.4倍賠率打破中央競馬塵封59年的記錄。同日，全齡錦標於澳洲蘭域馬場舉行，出戰的「哈娜目標」取得冠軍。
- 4月27日 - 兩勝分級賽的「野田詩韻」及同樣兩勝分級賽的「Birdie Birdie」退役。同日，騎師後藤浩輝出戰東京競馬場第10場賽事時受到其他賽駒外閃的影響墮馬，送往醫院後確認為頸椎骨折。
- 5月4日 - 騎師田中勝春出戰東京競馬場第12場賽事，達成第17000場出賽，亦為第7位達成此數字的騎師。騎師吉田豐出戰京都競馬場第3場賽事，達成第13000場出賽，亦為第15位達成此數字的騎師。
- 5月6日 - 佐賀競馬場的「七寶」一注獨中，1326萬4450日圓的派彩打破佐賀記錄。
- 5月8日 - 2011年勝出京都新聞盃的「Cresco Grand」退役。
- 5月9日 - 兩勝二級賽的「Osumi Ichiban」及2010年春季天皇賞冠軍「網絡電郵」退役。
- 5月15日 - 三勝分級賽的「信玄靈駒」及兩勝三級賽的「Transwarp」退役[12][13]。同日，大井競馬場第4場賽事中，參戰馬「Tomiken Sallsynta」於抽選閘位後被發現獎金超越出賽條件的上限，特別區競馬組合隨即排除其於出賽名單外[14]。
- 5月17日 - 「Shogun」出戰京都競馬場第12場賽事，以626公斤的體重刷新自身保持的中央出賽馬最重記錄。
- 5月22日 - 連霸新潟紀念的「Narita Crystal」及兩勝三級賽的「Cosmo Phantom」退役[15]。
- 5月24日 - 「Crown Iris」勝出京都競馬場第3場賽事，成為首匹勝出中央賽事的大分縣產馬[16]。
- 5月25日 - 2010年菊花賞冠軍「Big Week」退役。
- 5月28日 - 2008年青葉賞冠軍「Admire Commando」退役。
- 5月29日 - 上年度日本盃泥地大賽冠軍「巴比倫王」退役。
- 5月31日 - 騎師本多正賢至2011年1月4日墮馬後一直於醫院接受治療，多月未出賽下導致其執照失效。
- 6月4日 - 2012年小倉紀念冠軍「Expedition」退役[17]。
- 6月12日 - 2012年函館兩歲錦標冠軍「Magical Pocket」退役。
- 6月20日 - 騎師小山紗知伽掛鞭。
- 6月21日 - 其中1匹原定出戰東京競馬場1場賽事的賽駒因為運馬車故障而被預訂時間遲到達裝鞍所，最終被派出於出賽名單外。同日，騎師幸英明出戰阪神競馬場第2場賽事，達成第15000次出賽，亦為第8位達成此數字的騎師。
- 6月25日 - 門別競馬場因濃霧取消第6場及之後的賽事。
- 6月27日 - 大井競馬場第1場賽事出現爆冷，「連贏」的32620.0倍賠率打破大井記錄。
- 6月30日 - 練馬師圓田修退役。

### 7月-9月
- 7月3日 - 2012年花仙錦標冠軍「Midsummer Fair」退役。。
- 7月5日 - 水澤競馬場第2場賽事中，其中2匹賽駒於閘機內暴走，導致鄰近的賽駒亦受到輕微傷害，最終共有4匹賽駒被排除於出賽名單外。
- 7月10日 - 佐賀競馬場及其管理的場外投注所因颱風浣熊吹襲暫停業務。
- 7月13日 - 騎師小平健二掛鞭。
- 7月27日 - 練馬師山下貴光退役。同日，中京競馬場第7場賽事發生爆冷，「三重彩」的129952.8倍賠率打破中京記錄，「二重彩」的7160.7萬則為中京第二高[18]。
- 7月31日 - 練馬師小嶋一郎退役[19]。
- 8月2日 - 騎師勝浦正樹出戰札幌競馬場第8場賽事，達成第11000場出賽，亦為第26位達成此數字的騎師[20]。同日，練馬師角居勝彥派出「Meisho Bushido」勝出小倉夏季跳欄錦標，成為第4位於中央10個競馬場均取得分級賽頭馬的練馬師，亦為最快達成記錄的1位[21]。
- 8月6日 - 門別競馬場因濃霧取消第10場及之後的賽事。
- 8月10日 - 金澤競馬場因超強颱風夏浪吹襲將賽事推遲之8月11日舉行。
- 8月14日 - 大井競馬場因大雨推遲第2至8場賽事的舉行時間。
- 8月23日 - 騎師蛯名正義出戰新潟競馬場第10場賽事，達成第18000場出賽，亦為第4位達成此數字的騎師。
- 9月3日 - 三勝三級賽的「三人共舞」退役。
- 9月5日 - 上年度新潟跳欄錦標冠軍「Assatis Boy」退役。
- 9月11日 - 騎師吉井智彥連續勝出笠松競馬場第1至6場賽事，以6連勝打破記錄。
- 9月12日 - 兩勝三級賽的「Nice Meet You」退役[22]。
- 9月21日 - 「Kotobuki Ryan」勝出帶廣競馬場第5場賽事，以14歲5個月之齡打破輓馬賽事最高齡勝出馬記錄。
- 9月24日 - 三勝分級賽的「赤劍」退役[23]。同日，船橋競馬場第9場賽事賽後發現其中1匹參戰馬不符合出賽資格，但千葉縣競馬組合宣佈賽事成立[24]。
- 9月27日 - 2012年京城盃冠軍「Best Deal」退役。

### 10月-12月
- 10月1日 - 2012年日經電台賞冠軍「Final Form」退役。
- 10月6日 - 浦和競馬場因超強颱風巴蓬吹襲取消賽事。同日，盛岡競馬場因同樣原因造成的跑道惡化而將第10場賽事改於泥地1600米跑道舉行。
- 10月9日 - 上年度北九洲紀念冠軍「鶴丸利安」及2010年葉森盃冠軍「Courir Passion」退役。
- 10月10日 - 2011年中山大障礙冠軍「Meiner Neo」退役。
- 10月11日 - 京都競馬場第4場賽事所有大熱跑入頭三名，「三重彩」的4.3倍賠率為京都最低[25]。同日，日本中央競馬會因超強颱風黃蜂接近取消京都大賞典及東京跳欄賽的早盤投注。
- 10月12日 - 日本中央競馬會繼續取消以上兩場賽事的早盤投注。同日，騎師佐藤哲三掛鞭並於京都競馬場舉行退役儀式，將會成為競馬評論員。
- 10月13日 - 京都競馬場及佐賀競馬場均因超強颱風黃蜂吹襲將賽事推遲至10月14日舉行，佐賀競馬場則取消賽事。
- 10月14日 - 騎師秋山真一郎出戰京都競馬場第1場賽事，達成第10000場出賽，亦為第28位達成此數字的騎師。同日，騎師武豐出戰京都競馬場第12場賽事，達成第18648場出賽打破日本記錄，亦為最快達成此數字的騎師。
- 10月18日 - 騎師村上忍於盛岡競馬場第1場賽事途中墮馬，檢查後確認為左鎖骨及左肋骨骨折。同日，考菲爾德盃於澳洲考菲爾德馬場舉行，出戰的「愛發達」取得冠軍。
- 10月30日 - 1名受聘於和血統登記冊國際組織日本分會有合作關係的系統開發商之員工將1隻記載2559名馬主及生產者個人資料的可錄光碟漏在列車上，所幸資料未有流出予第三者。
- 11月4日 - 應屆考菲爾德盃冠軍「愛發達」出戰墨爾本盃途中因急性心臟衰竭死亡。同日，三勝分級賽的「笑臉傑克」退役。
- 11月6日 - 2012年北海道兩歲優駿冠軍「Arumdapta」轉籍地方。
- 11月7日 - 上述提到的騎師本多正賢因迸發敗血症於埼玉縣富士見野市的醫院內去世。
- 11月12日 - 兩勝分級賽的「飛鳥阿栗」退役。
- 11月13日 - 門別競馬場因強風及大雪而取消第4場賽事。
- 11月16日 - 場外投注所「J-PLACE笠松」之系統出現故障，無法投注本日東京競馬場、京都競馬場及福島競馬場的第11及12場賽事。
- 11月18日 - 應屆京成盃冠軍「Pray and real」因右前腳出現韌帶炎而退役[26]。
- 11月20日 - 連霸福島紀念的「大和飛鷹」退役[27]。
- 11月21日 - 練馬師鬼澤裕充退役。
- 12月2日 - 金澤競馬場因強風將賽事推遲12月3日舉行。
- 12月3日 - 兩勝一級賽的「辛辣風味」退役。
- 12月5日 - 2011年秋季天皇賞冠軍「東瀛佐敦」及2011年新潟兩歲錦標冠軍「Monstre」退而退役。同日，日本中央競馬會因預見的大雪而取消晚間的早盤投注。
- 12月7日 - 金澤競馬場因積雪將賽事推遲至12月8日舉行。
- 12月8日 - 金澤競馬場因跑道惡化以取消第5、7場及以後的賽事。
- 12月10日 - 兩勝二級賽的「Desperado」退役。
- 12月11日 - 日本中央競馬會公佈練馬師合格名單，共有6位合格，當中包含騎師中館英二及前騎師渡邊薰彥。同日，美國代表「Soifet」出現於東京大賞典報名名單中，若其順利出戰則會成為此賽事升格為國際一級賽後首匹參戰的海外訓練馬。另外，五勝利分級賽的「邁向輝煌」退役。
- 12月12日 - 日本中央競馬會因系統故障取消晚間的早盤投注。
- 12月13日 - 日本中央競馬會因預見的大雪取消晚間的早盤投注。
- 12月14日 - 金澤競馬場因積雪推遲賽事之12月15日舉行。
- 12月18日 - 名古屋競馬場因大雪取消賽事。
- 12月19日 - 名古屋競馬場因為積雪推遲第1場賽事的舉行時間，其後進一步取消賽事。
- 12月21日 - 騎師秋山真一郎出戰阪神競馬場第8場賽事，達成第13000場出賽，亦為第16位達成此數字的騎師
- 12月26日 - 2013年櫻花賞冠軍「Ayusan」退役。
- 12月27日 - 三勝三級賽的「Ceres Hunt」退役。
- 12月28日 - 連霸維多利亞一哩賽的「極峰」、三冠馬后「貴婦人」及上年度一哩冠軍賽冠軍「太陽神驥」退役。

## 各賽事結果

### 中央競馬・平地一級賽
| 賽事名                         | 賽事名                         | 賽事名                         | 優勝馬       | 性齡 | 騎師                     | 練馬師                   | 所屬    |
| 月日                           | 馬場                           | 距離                           | 優勝馬       | 性齡 | 馬主                     | 馬主                     | 時間    |
| ------------------------------ | ------------------------------ | ------------------------------ | ------------ | ---- | ------------------------ | ------------------------ | ------- |
| 第31回二月錦標                 | 第31回二月錦標                 | 第31回二月錦標                 | 小林歷奇     | 雄4  | 田邊裕信                 | 村山明                   | JRA栗東 |
| 2月23日                        | 東京競馬場                     | 泥1600米                       | 小林歷奇     | 雄4  | 小林祥晃                 | 小林祥晃                 | 1:36.0  |
| 第44回高松宮紀念               | 第44回高松宮紀念               | 第44回高松宮紀念               | 李察先生     | 雄4  | 杜滿萊                   | 宮徹                     | JRA栗東 |
| 3月30日                        | 中京競馬場                     | 草1200米                       | 李察先生     | 雄4  | 小林祥晃                 | 小林祥晃                 | 1:12.2  |
| 第74回櫻花賞                   | 第74回櫻花賞                   | 第74回櫻花賞                   | 織女星       | 雌3  | 川田將雅                 | 松田博資                 | JRA栗東 |
| 4月13日                        | 阪神競馬場                     | 草1600米                       | 織女星       | 雌3  | Carrot Farm Co Ltd       | Carrot Farm Co Ltd       | 1:33.3  |
| 第74回皋月賞                   | 第74回皋月賞                   | 第74回皋月賞                   | 明媚島       | 雄3  | 蛯名正義                 | 栗田博憲                 | JRA美浦 |
| 4月20日                        | 中山競馬場                     | 草2000米                       | 明媚島       | 雄3  | Shadai Race Horse Co Ltd | Shadai Race Horse Co Ltd | 1:59.6  |
| 第149回春季天皇賞              | 第149回春季天皇賞              | 第149回春季天皇賞              | 超常駿驥     | 雄5  | 蛯名正義                 | 戶田博文                 | JRA美浦 |
| 5月4日                         | 京都競馬場                     | 草3200米                       | 超常駿驥     | 雄5  | Sunday Racing Co Ltd     | Sunday Racing Co Ltd     | 3:15.1  |
| 第19回NHK一哩賽                | 第19回NHK一哩賽                | 第19回NHK一哩賽                | 覓奇島       | 雄3  | 濱中俊                   | 音無秀孝                 | JRA栗東 |
| 5月11日                        | 東京競馬場                     | 草1600米                       | 覓奇島       | 雄3  | 野田美月                 | 野田美月                 | 1:33.2  |
| 第9回維多利亞一哩賽            | 第9回維多利亞一哩賽            | 第9回維多利亞一哩賽            | 極峰         | 雌5  | 内田博幸                 | 友道康夫                 | JRA栗東 |
| 5月18日                        | 東京競馬場                     | 草1600米                       | 極峰         | 雌5  | 佐佐木主浩               | 佐佐木主浩               | 1:32.3  |
| 第75回優駿牝馬（日本橡樹大賽） | 第75回優駿牝馬（日本橡樹大賽） | 第75回優駿牝馬（日本橡樹大賽） | 新紀錄       | 雌3  | 岩田康誠                 | 齋藤誠                   | JRA美浦 |
| 5月25日                        | 東京競馬場                     | 草2400米                       | 新紀錄       | 雌3  | 原禮子                   | 原禮子                   | 2:25.8  |
| 第81回東京優駿（日本打吡）     | 第81回東京優駿（日本打吡）     | 第81回東京優駿（日本打吡）     | 天下唯一     | 雄3  | 橫山典弘                 | 橋口弘次郎               | JRA栗東 |
| 6月1日                         | 東京競馬場                     | 草2400米                       | 天下唯一     | 雄3  | 前田幸治                 | 前田幸治                 | 2:24.6  |
| 第64回安田紀念                 | 第64回安田紀念                 | 第64回安田紀念                 | 一路通       | 雄5  | 柴田善臣                 | 須貝尚介                 | JRA栗東 |
| 6月8日                         | 東京競馬場                     | 草1600米                       | 一路通       | 雄5  | 大和屋曉                 | 大和屋曉                 | 1:36.8  |
| 第55回寶塚紀念                 | 第55回寶塚紀念                 | 第55回寶塚紀念                 | 黃金船       | 雄5  | 横山典弘                 | 須貝尚介                 | JRA栗東 |
| 6月29日                        | 阪神競馬場                     | 草2200米                       | 黃金船       | 雄5  | 小林英一                 | 小林英一                 | 2:13.9  |
| 第48回短途馬錦標               | 第48回短途馬錦標               | 第48回短途馬錦標               | 瑞草祥龍     | 雄6  | 大野拓彌                 | 高木登                   | JRA美浦 |
| 10月5日                        | 新潟競馬場                     | 草1200米                       | 瑞草祥龍     | 雄6  | 岡田牧雄                 | 岡田牧雄                 | 1:08.8  |
| 第19回秋華賞                   | 第19回秋華賞                   | 第19回秋華賞                   | 湘南魔瓶     | 雌3  | 濱中俊                   | 高野友和                 | JRA栗東 |
| 10月19日                       | 京都競馬場                     | 草2000米                       | 湘南魔瓶     | 雌3  | 國本哲秀                 | 國本哲秀                 | 1:57.0  |
| 第75回菊花賞                   | 第75回菊花賞                   | 第75回菊花賞                   | 東寶狐狼     | 雄3  | 酒井學                   | 谷潔                     | JRA栗東 |
| 10月26日                       | 京都競馬場                     | 草3000米                       | 東寶狐狼     | 雄3  | 東豐物產                 | 東豐物產                 | 3:01.0  |
| 第150回秋季天皇賞              | 第150回秋季天皇賞              | 第150回秋季天皇賞              | 史匹堡       | 雄5  | 北村宏司                 | 藤澤和雄                 | JRA美浦 |
| 11月2日                        | 東京競馬場                     | 草2000米                       | 史匹堡       | 雄5  | 山本英俊                 | 山本英俊                 | 1:59.7  |
| 第39回女皇伊利沙伯二世盃       | 第39回女皇伊利沙伯二世盃       | 第39回女皇伊利沙伯二世盃       | 命運女神     | 牝4  | 川田將雅                 | 角居勝彥                 | JRA栗東 |
| 11月16日                       | 京都競馬場                     | 草2200米                       | 命運女神     | 牝4  | 大島昌也                 | 大島昌也                 | 2:12.3  |
| 第31回一哩冠軍賽               | 第31回一哩冠軍賽               | 第31回一哩冠軍賽               | 碧海銀鯊     | 雄6  | 岩田康誠                 | 大久保龍志               | JRA栗東 |
| 11月23日                       | 京都競馬場                     | 草1600米                       | 碧海銀鯊     | 雄6  | Danox Co Ltd             | Danox Co Ltd             | 1:31.5  |
| 第34回日本盃                   | 第34回日本盃                   | 第34回日本盃                   | 神威啟示     | 雄4  | 蘇銘倫                   | 角居勝彥                 | JRA栗東 |
| 11月30日                       | 東京競馬場                     | 草2400米                       | 神威啟示     | 雄4  | Carrot Farm Co Ltd       | Carrot Farm Co Ltd       | 2:23.1  |
| 第15回日本冠軍盃               | 第15回日本冠軍盃               | 第15回日本冠軍盃               | 北港火山     | 雄5  | 幸英明                   | 西浦勝一                 | JRA栗東 |
| 12月7日                        | 中京競馬場                     | 泥1800米                       | 北港火山     | 雄5  | 矢部道晃                 | 矢部道晃                 | 1:51.0  |
| 第66回阪神兩歲牝馬錦標         | 第66回阪神兩歲牝馬錦標         | 第66回阪神兩歲牝馬錦標         | Shonan Adela | 雌2  | 蛯名正義                 | 二之宮敬宇               | JRA美浦 |
| 12月14日                       | 阪神競馬場                     | 草1600米                       | Shonan Adela | 雌2  | 國本哲秀                 | 國本哲秀                 | 1:34.4  |
| 第66回朝日盃未來錦標           | 第66回朝日盃未來錦標           | 第66回朝日盃未來錦標           | 野田金駒     | 雄2  | 蛯名正義                 | 國枝榮                   | JRA美浦 |
| 12月21日                       | 阪神競馬場                     | 草1600米                       | 野田金駒     | 雄2  | Danox Co Ltd             | Danox Co Ltd             | 1:35.9  |
| 第59回有馬紀念                 | 第59回有馬紀念                 | 第59回有馬紀念                 | 貴婦人       | 雌5  | 戶崎圭太                 | 石坂正                   | JRA栗東 |
| 12月28日                       | 中山競馬場                     | 草2500米                       | 貴婦人       | 雌5  | Sunday Racing Co Ltd     | Sunday Racing Co Ltd     | 2:35.3  |

### 中央競馬・跳欄一級賽
| 賽事名             | 賽事名             | 賽事名             | 優勝馬          | 性齡 | 騎師                            | 練馬師                          | 所屬    |
| 月日               | 馬場               | 距離               | 優勝馬          | 性齡 | 馬主                            | 馬主                            | 時間    |
| ------------------ | ------------------ | ------------------ | --------------- | ---- | ------------------------------- | ------------------------------- | ------- |
| 第16回中山跳欄大賽 | 第16回中山跳欄大賽 | 第16回中山跳欄大賽 | Apollo Maverick | 雄5  | 五十嵐雄祐                      | 堀井雅廣                        | JRA美浦 |
| 4月19日            | 中山競馬場         | 障4250米           | Apollo Maverick | 雄5  | Apollo Thoroughbred Club Co Ltd | Apollo Thoroughbred Club Co Ltd | 4:50.7  |
| 第137回中山大障礙  | 第137回中山大障礙  | 第137回中山大障礙  | Red Kingdom     | 雄5  | 北澤伸也                        | 松永幹夫                        | JRA栗東 |
| 12月20日           | 中山競馬場         | 障4100米           | Red Kingdom     | 雄5  | Tokyo Horse Racing Co Ltd       | Tokyo Horse Racing Co Ltd       | 4:41.0  |

### 地方競馬・一級賽
| 賽事名                      | 賽事名                      | 賽事名                      | 優勝馬       | 性齡 | 騎師                         | 練馬師                       | 所屬    |
| 月日                        | 馬場                        | 距離                        | 優勝馬       | 性齡 | 馬主                         | 馬主                         | 時間    |
| --------------------------- | --------------------------- | --------------------------- | ------------ | ---- | ---------------------------- | ---------------------------- | ------- |
| 第63回川崎紀念              | 第63回川崎紀念              | 第63回川崎紀念              | 北港火山     | 雄5  | 幸英明                       | 西浦勝一                     | JRA栗東 |
| 1月29日                     | 川崎競馬場                  | 泥2100米                    | 北港火山     | 雄5  | 矢部道晃                     | 矢部道晃                     | 2:13.8  |
| 第26回柏市紀念              | 第26回柏市紀念              | 第26回柏市紀念              | 小林歷奇     | 雄4  | 田邊裕信                     | 村山明                       | JRA栗東 |
| 5月5日                      | 船橋競馬場                  | 泥1600米                    | 小林歷奇     | 雄4  | 小林祥晃                     | 小林祥晃                     | 1:39.2  |
| 第37回帝王賞                | 第37回帝王賞                | 第37回帝王賞                | 奇銳駿       | 雄8  | 武豐                         | 佐藤正雄                     | JRA栗東 |
| 6月25日                     | 大井競馬場                  | 泥2000米                    | 奇銳駿       | 雄8  | 山本信行                     | 山本信行                     | 2:03.5  |
| 第16回日本泥地打吡          | 第16回日本泥地打吡          | 第16回日本泥地打吡          | Kazenoko     | 雄3  | 秋山真一郎                   | 野中賢二                     | JRA栗東 |
| 7月9日                      | 大井競馬場                  | 泥2000米                    | Kazenoko     | 雄3  | 橳嶋孝司                     | 橳嶋孝司                     | 2:03.9  |
| 第27回一哩冠軍南部盃        | 第27回一哩冠軍南部盃        | 第27回一哩冠軍南部盃        | Best Warrior | 雄4  | 戶崎圭太                     | 石坂正                       | JRA栗東 |
| 10月13日                    | 盛岡競馬場                  | 泥1600米                    | Best Warrior | 雄4  | 馬場幸夫                     | 馬場幸夫                     | 1:35.9  |
| 第4回日本育馬場盃雌馬經典賽 | 第4回日本育馬場盃雌馬經典賽 | 第4回日本育馬場盃雌馬經典賽 | 森巴舞后     | 雌5  | 岩田康誠                     | 角居勝彥                     | JRA栗東 |
| 11月3日                     | 盛岡競馬場                  | 泥1800米                    | 森巴舞后     | 雌5  | Hidaka Breeders Union Co Ltd | Hidaka Breeders Union Co Ltd | 1:49.3  |
| 第14回日本育馬場盃短途賽    | 第14回日本育馬場盃短途賽    | 第14回日本育馬場盃短途賽    | 華倫之夢     | 雄7  | 岩田康誠                     | 加用正                       | JRA栗東 |
| 11月3日                     | 盛岡競馬場                  | 泥1200米                    | 華倫之夢     | 雄7  | Saison Race Horse Co Ltd     | Saison Race Horse Co Ltd     | 1:09.0  |
| 第14回日本育馬場盃經典賽    | 第14回日本育馬場盃經典賽    | 第14回日本育馬場盃經典賽    | 小林歷奇     | 雄4  | 田邊裕信                     | 村山明                       | JRA栗東 |
| 11月3日                     | 盛岡競馬場                  | 泥2000米                    | 小林歷奇     | 雄4  | 小林祥晃                     | 小林祥晃                     | 2:00.8  |
| 第65回全日本兩歲優駿        | 第65回全日本兩歲優駿        | 第65回全日本兩歲優駿        | 故土真情     | 雄2  | 三浦皇成                     | 高橋裕                       | JRA美浦 |
| 12月17日                    | 川崎競馬場                  | 泥1600米                    | 故土真情     | 雄2  | Dear Race Co Ltd             | Dear Race Co Ltd             | 1:45.3  |
| 第60回東京大賞典            | 第60回東京大賞典            | 第60回東京大賞典            | 北港火山     | 雄5  | 幸英明                       | 西浦勝一                     | JRA栗東 |
| 12月29日                    | 大井競馬場                  | 泥2000米                    | 北港火山     | 雄5  | 矢部道晃                     | 矢部道晃                     | 2:03.0  |

### 輓馬・一級賽
| 賽事名             | 賽事名             | 賽事名             | 優勝馬          | 性齡 | 騎師     | 練馬師   | 所屬   |
| 月日               | 馬場               | 距離               | 優勝馬          | 性齡 | 馬主     | 馬主     | 時間   |
| ------------------ | ------------------ | ------------------ | --------------- | ---- | -------- | -------- | ------ |
| 第36回帶廣紀念     | 第36回帶廣紀念     | 第36回帶廣紀念     | Hori Sensho     | 雄9  | 島津新   | 岩本利春 | 帶廣   |
| 1月2日             | 帶廣競馬場         | 輓200米            | Hori Sensho     | 雄9  | 田山克廣 | 田山克廣 | 2:34.2 |
| 第7回天馬賞        | 第7回天馬賞        | 第7回天馬賞        | Hokusho Yuki    | 雄5  | 松田道明 | 岡田定一 | 帶廣   |
| 1月3日             | 帯廣競馬場         | 輓200米            | Hokusho Yuki    | 雄5  | 井内昭夫 | 井内昭夫 | 1:46.7 |
| 第45回Irene紀念    | 第45回Irene紀念    | 第45回Irene紀念    | Hokusho Masaru  | 雄3  | 阿部武臣 | 坂本東一 | 帶廣   |
| 3月9日             | 帯廣競馬場         | 輓200米            | Hokusho Masaru  | 雄3  | 井内昭夫 | 井内昭夫 | 1:54.8 |
| 第46回輓馬紀念     | 第46回輓馬紀念     | 第46回輓馬紀念     | Infinity        | 雄8  | 淺田達矢 | 金田勇   | 帶廣   |
| 3月23日            | 帶廣競馬場         | 輓200米            | Infinity        | 雄8  | 駒井鉄雄 | 駒井鉄雄 | 4:13.2 |
| 第26回輓馬大獎賽   | 第26回輓馬大獎賽   | 第26回輓馬大獎賽   | Fujidai Victory | 雄6  | 西謙一   | 皆川公二 | 帶廣   |
| 8月10日            | 帶廣競馬場         | 輓200米            | Fujidai Victory | 雄6  | 三上建設 | 三上建設 | 1:54.7 |
| 第39回輓馬橡樹大賽 | 第39回輓馬橡樹大賽 | 第39回輓馬橡樹大賽 | Kisara Kiku     | 雌3  | 鈴木惠介 | 金田勇   | 帶廣   |
| 11月30日           | 帶廣競馬場         | 輓200米            | Kisara Kiku     | 雌3  | 青山修   | 青山修   | 1:38.2 |
| 第43回輓馬打吡     | 第43回輓馬打吡     | 第43回輓馬打吡     | Hokusho Masaru  | 雄3  | 阿部武臣 | 坂本東一 | 帶廣   |
| 12月21日           | 帶廣競馬場         | 輓200米            | Hokusho Masaru  | 雄3  | 井内昭夫 | 井内昭夫 | 1:44.6 |

### 海外勝利
| 賽事名               | 賽事名               | 賽事名               | 賽事名               | 優勝馬   | 性齡 | 騎師                 | 練馬師               | 所屬    |
| 月日                 | 國家                 | 馬場                 | 距離                 | 優勝馬   | 性齡 | 馬主                 | 馬主                 | 時間    |
| -------------------- | -------------------- | -------------------- | -------------------- | -------- | ---- | -------------------- | -------------------- | ------- |
| 第19屆杜拜免稅店盃   | 第19屆杜拜免稅店盃   | 第19屆杜拜免稅店盃   | 第19屆杜拜免稅店盃   | 一路通   | 雄5  | 福永祐一             | 須貝尚介             | JRA栗東 |
| 3月29日              | 阿聯酋               | 美丹馬場             | 草1800米             | 一路通   | 雄5  | 大和屋曉             | 大和屋曉             | 1:45.52 |
| 第17屆杜拜司馬經典賽 | 第17屆杜拜司馬經典賽 | 第17屆杜拜司馬經典賽 | 第17屆杜拜司馬經典賽 | 貴婦人   | 雌5  | 莫雅                 | 石坂正               | JRA栗東 |
| 3月29日              | 阿聯酋               | 美丹馬場             | 草2410米             | 貴婦人   | 雌5  | Sunday Racing Co Ltd | Sunday Racing Co Ltd | 2:27.25 |
| 第150屆全齡錦標      | 第150屆全齡錦標      | 第150屆全齡錦標      | 第150屆全齡錦標      | 哈娜目標 | 雌5  | 羅理雅               | 加藤和宏             | JRA美浦 |
| 4月26日              | 澳洲                 | 蘭域馬場             | 草1500米             | 哈娜目標 | 雌5  | Michael Tabart       | Michael Tabart       | 1:24.6  |
| 第137屆考菲爾德盃    | 第137屆考菲爾德盃    | 第137屆考菲爾德盃    | 第137屆考菲爾德盃    | 愛發達   | 雄6  | 潘頓                 | 梅田智之             | JRA栗東 |
| 10月18日             | 澳洲                 | 考菲爾德馬場         | 草2400米             | 愛發達   | 雄6  | 近藤利一             | 近藤利一             | 2:32.12 |

### 騎師邀請賽
| 賽事名                       | 賽事名                       | 冠軍     | 所屬       |
| 月日                         | 馬場                         | 冠軍     | 所屬       |
| ---------------------------- | ---------------------------- | -------- | ---------- |
| 第28回全日本新人王爭霸戰     | 第28回全日本新人王爭霸戰     | 鴨宮祥行 | 兵庫姬路   |
| 1月15日                      | 高知競馬場                   | 鴨宮祥行 | 兵庫姬路   |
| 第5回UFOKK騎師競走           | 第5回UFOKK騎師競走           | 秋元耕成 | 南關東浦和 |
| 1月25日                      | 高知競馬場                   | 秋元耕成 | 南關東浦和 |
| 第12回佐佐木竹見盃騎師大獎賽 | 第12回佐佐木竹見盃騎師大獎賽 | 繁田健一 | 南關東浦和 |
| 1月28日                      | 川崎競馬場                   | 繁田健一 | 南關東浦和 |
| 撫子挑戰盃                   | 撫子挑戰盃                   | 岩永千明 | 佐賀競馬場 |
| 3月2日                       | 佐賀競馬場                   | 岩永千明 | 佐賀競馬場 |
| 東西對抗騎師名人戰           | 東西對抗騎師名人戰           | 東軍     | 關東       |
| 3月26日                      | 名古屋競馬場                 | 東軍     | 關東       |
| 回歸騎師盃                   | 回歸騎師盃                   | 吉田順治 | 佐賀       |
| 7月20日                      | 佐賀競馬場                   | 吉田順治 | 佐賀       |
| 超級騎師大賽預賽外卡賽2014   | 超級騎師大賽預賽外卡賽2014   | 鮫島克也 | 佐賀       |
| 9月20日                      | 佐賀競馬場                   | 吉原寛人 | 金澤       |
| 第6回UFOKK騎師競走           | 第6回UFOKK騎師競走           | 永森大智 | 高知       |
| 10月4日                      | 高知競馬場                   | 永森大智 | 高知       |
| 超級騎師大賽預賽2014         | 超級騎師大賽預賽2014         | 赤岡修次 | 高知       |
| 10月6日及10月23日            | 盛岡競馬場及名古屋競馬場     | 赤岡修次 | 高知       |
| 第28回世界超級騎師大賽       | 第28回世界超級騎師大賽       | 濱中俊   | JRA栗東    |
| 11月30日及12月1日            | 東京競馬場                   | 濱中俊   | JRA栗東    |
| 第23回黃金騎師盃             | 第23回黃金騎師盃             | 山口勲   | 佐賀       |
| 12月12日                     | 園田競馬場                   | 山口勲   | 佐賀       |

## 馬匹獎項

### JRA賞
- 馬：貴婦人（雌5、栗東・石坂正馬房）
- 最佳2歲雄馬：野田金駒（雄2、美浦・國枝榮馬房）
- 最佳2歲雌馬：Shonan Adela（美浦・二之宮敬宇）
- 最佳3歲雄馬：明媚島（雄3、美浦・栗田博憲馬房）
- 最佳3歲雌馬：織女星（雌3、栗東・松田博資馬房）
- 最佳4歲及以上雄馬：一路通（雄5、栗東・須貝尚介馬房）
- 最佳4歲及以上雌馬：貴婦人（雌5、栗東・石坂正馬房）
- 最佳短途馬：瑞草祥龍（雄6、美浦・高木登馬房）
- 最佳泥地馬：北港火山（雄5、栗東・西浦勝一馬房）
- 最佳跳欄馬：Apollon Maverick（雄5、美浦・堀井雅廣馬房）

### NAR大獎
- 馬王：Summit Stone（雄6、船橋・矢野義幸馬房）
- 最佳2歲雄馬：Jajauma Narashi（雄2、浦和・小久保智馬房）
- 最佳2歲雌馬：Lalabel（雌2、大井・荒山勝德馬房）
- 最佳3歲雄馬：歡喜跑（雄3、大井・森下淳平馬房）
- 最佳3歲雌馬：Toko Nike（雌3、園田・・吉行穗馬房））
- 最佳4歲及以上雄馬：Summit Stone（雄6、船橋・矢野義幸馬房）
- 最佳4歲及以上雌馬：Pitch Shifter（雌4、名古屋・川西毅馬房）
- 最佳短途馬：Satono Tiger（雄6、浦和・小久保智馬房）
- 最佳草地馬：Pray and real（雄3、川崎・河津裕昭馬房）
- 最佳輓馬：Infinity（雄8、帶廣・金田勇馬房）
- 泥地分級賽特別賞：北港火山（雄5、栗東・西浦勝一馬房）
- 特別表彰：Raiden Leader（退役馬）、Adjudicating（退役馬

## 人物獎項

### JRA賞
- 冠軍練馬師：矢作芳人（栗東、56勝）
- 最高勝率練馬師：藤澤和雄（美浦、17.0%勝率）
- 最高獎金練馬師：角居勝彥（栗東、18億2603萬3400日圓獎金）
- 優秀技術練馬師：角居勝彥（栗東）
- 冠軍騎師：戶崎圭太（美浦・田島俊明馬房、146勝）
- 關東冠軍騎師：戶崎圭太（美浦・田島俊明馬房、146勝）
- 關西冠軍騎師：岩田康誠（栗東・自由身、136勝）
- 最高勝率騎師：川田將雅（栗東・自由身、16.6%勝率）
- 最高獎金騎師：岩田康誠（栗東・自由身、35萬7058萬6400日圓）
- 騎師大賞：從缺
- 最優價值騎師：戶崎圭太（美浦・田島俊明馬房、56點數）
- 冠軍跳欄賽騎師：北澤伸也（栗東・自由身、12勝）
- 冠軍新人騎師：松若風馬（栗東・音無秀孝馬房、47勝）

### NAR大獎
- 冠軍練馬師：雜賀正光（高知、235勝）
- 最高獎金練馬師：小久保智（浦和、5億1473萬4000日圓獎金）
- 最高勝率練馬師：川西毅（名古屋、39.0%勝率）
- 殊勳練馬師獎：從缺
- 冠軍騎師：田中學（姬路・田中道夫馬房、276勝）
- 最高獎金騎師：御神本訓史（大井・三坂盛雄馬房、6億8893萬1000日圓獎金）
- 最高勝率騎師：山口勲（佐賀・東真市馬房、28.4%勝率）
- 優秀新人騎師：石川倭（門別・米川昇馬房）
- 優秀女性騎師：岩永千明（佐賀・山下定文馬房）
- 最佳運動精神獎：木村健（園田・西川精治馬房）
- 殊勳騎師獎：倉兼育康（高知・松下博昭馬房）
- 特別賞：川島正行（船橋）、大河原和雄（帶廣・服部義幸馬房）、向山牧（笠松・川嶋弘吉馬房）、吉田勝彥（賽事旁述員）

## 頭馬達成記錄

### 騎師
首勝
- 横川尚央（大井、2月27日）
- 義英真（阪神、3月2日）
- 松若風馬（小倉、3月2日）
- 柏祖誠（中京、3月15日）
- 木幡初也（中山、3月15日）
- 妹尾浩一朗（高知、4月5日）
- 中島龍也（金澤、4月8日）
- 井上敏樹（中山、4月13日）
- 村上弘樹（名古屋、4月14日）
- 小崎綾也（阪神、4月19日）
- 深見勇也（名古屋、5月2日）
- 水野翔（門別、5月5日）
- 西啓太（大井、5月13日）
- 鈴木麻優（盛岡、5月19日）
- 藤田玄己（笠松、5月29日）
- 石川裕紀人（東京、6月1日）
- 西谷泰宏（盛岡、6月9日）
- 八木直也（名古屋、6月9日）
- 仲野光馬（船橋、6月18日）
- 瀨川将輝（大井、6月24日）
- 羅理雅（函館、7月6日）
- 艾博托（福島、7月19日）
- 貝羅域（阪神、9月13日）
- 塚本弘隆（高知、10月12日）
- 布達德（京都、11月1日）

100勝
- 田野豐三（園田、2月4日）
- 友森翔太郎（名古屋、2月17日）
- 北澤伸也（中山、3月8日）※僅計算跳欄賽頭馬
- 菱田裕二（福島、4月27日）
- 中野省吾（大井、6月6日）
- 菅原辰徳（盛岡、6月7日）
- 西森将司（高知、6月15日）
- 小杉亮（船橋、6月18日）
- 荻野琢真（函館、6月22日）
- 增田充宏（大井、7月9日）
- 川島拓（佐賀、8月3日）
- 渡来心路（帶廣、12月13日）

200勝
- 石本純也（高知、2月23日）
- 島崎和也（笠松、4月22日）
- 小林靖幸（門別、7月9日）
- 脇田創（浦和、12月23日）

300勝
- 山田祥雄（名古屋、3月5日）
- 湯前良人（笠松、4月9日）
- 戶崎圭太（阪神、9月21日） ※僅計算中央頭馬
- 岩永千明（佐賀、12月20日）

400勝
- 石橋脩（中山、1月18日）
- 田邊裕信（中山、1月26日）
- 松井伸也（門別、7月30日）
- 北村友一（小倉、8月24日）
- 高橋悠里（水澤、11月22日）

500勝
- 佐藤博紀（浦和、4月29日）
- 本橋孝太（川崎、6月9日）
- 柏木健宏（大井、8月15日）
- 菅原俊吏（盛岡、10月25日）
- 岩橋勇二（門別、11月4日）
- 田中純（佐賀、11月24日）
- 吉井友彥（笠松、12月30日）

600勝
- 畑中信司（高知、2月9日）
- 南鄉家全（高知、3月1日）
- 筒井勇介（笠松、6月20日）
- 濱中俊（阪神、6月29日）
- 桑村真明（門別、8月26日）
- 町田直希（川崎、9月9日）
- 山本政聰（水澤、11月30日）
- 今井貴大（笠松、12月15日）

700勝
- 勝浦正樹（小倉、2月9日）
- 柿原翔（名古屋、2月21日）
- 小牧太（東京、2月24日）
- 佐原秀泰（高知、8月23日）
- 齋藤雄一（水澤、9月14日）
- 山本聰哉（盛岡、9月27日）

800勝
- 内田博幸（中山、3月9日）
- 江田照男（中山、4月19日）
- 秋山真一郎（阪神、4月20日）
- 永森大智（高知、7月27日）
- 岡田大（浦和、8月1日）
- 池田敏樹（笠松、10月15日）
- 川田將雅（京都、11月24日）
- 山崎誠士（船橋、12月2日）

900勝
- 和田龍二（小倉、8月3日）
- 佐藤友則（笠松、10月31日）

1000勝
- 高木健（笠松、2月26日）
- 北村宏司（中山、3月1日）
- 繁田健一（大井、5月14日）
- 工藤篤（帶廣、12月8日）
- 楢崎功祐（浦和、12月11日）

1100勝
- 大畑雅章（名古屋、11月19日）
- 尾島徹（笠松、12月15日）

1200勝
- 金子正彦（川崎、4月18日）
- 岩田康誠（阪神、12月27日）

1300勝
- 大口泰史（帶廣、3月1日）
- 服部茂史（門別、8月14日）

1500勝
- 下原理（園田、2月4日）
- 左海誠二（大井、8月12日）

1600勝
- 吉原寛人（大井、1月23日）

1700勝
- 宮崎光行（門別、6月12日）
- 井上俊彥（門別、10月29日）
- 酒井忍（浦和、11月17日）
- 福永祐一（東京、11月24日）

1800勝
- 山本正彥（帶廣、1月12日）
- 五十嵐冬樹（門別、6月19日）
- 丸野勝虎（笠松、11月13日）
- 関本淳（水澤、12月29日）

1900勝
- 藤田伸二（阪神、12月14日）

2000勝
- 真島正德（佐賀、8月31日）

2200勝
- 兒島真二（佐賀、11月22日）

2300勝
- 戶部尚實（名古屋、6月12日）
- 東川公則（笠松、6月19日）
- 蛯名正義（東京、11月30日）

2400勝
- 中西達也（高知、9月23日）
- 村上忍（水澤、12月1日）

2500勝
- 横山典弘（東京、10月11日）

2600勝
- 赤岡修次（高知、6月15日）
- 西川敏弘（高知、6月29日）

2800勝
- 岡部誠（名古屋、5月21日）
- 安部幸夫（名古屋、6月12日）

3000勝
- 大河原和雄（帶廣、2月3日）
- 木村健（園田、10月15日）
- 向山牧（笠松、10月30日）

3500勝
- 藤本匠（帶廣、1月1日）

3600勝
- 武豐（中京、1月26日）

4500勝
- 川原正一（園田、4月2日）

### 練馬師
首勝
- 武井亮（中山、3月16日）
- 稻益貴弘（船橋、3月20日）
- 奧村武（中京、3月21日）
- 飯田祐史（阪神、4月5日）
- 高橋康之（中山、4月12日）
- 石橋守（阪神、4月13日）
- 川島洋人（門別、4月24日）
- 中內田充正（福島、4月26日）
- 森田直行（阪神、6月14日）
- 山口龍一（門別、7月9日）
- 藤原智行（浦和、8月1日）
- 長谷川忍（大井、8月15日）
- 山崎裕也（川崎、11月3日）
- 佐藤裕太（船橋、12月5日）

100勝
- 岡島玉一（門別、4月29日）
- 笹野博司（笠松、5月30日）
- 矢野英一（東京、6月14日）
- 莊野靖志（函館、7月19日）
- 中川公成（札幌、8月23日）
- 千葉津代士（門別、9月10日）
- 酒井一則（浦和、12月12日）
- 武市康男（中京、12月13日）
- 關本浩司（水澤、12月22日）

200勝
- 安達昭夫（京都、2月8日）
- 石井勝男（船橋、3月17日）
- 竹之下昭憲（名古屋、5月5日）
- 湯窪幸雄（阪神、6月21日）
- 井上弘（大井、6月27日）
- 山田正實（川崎、7月23日）
- 河內洋（小倉、8月17日）
- 飯田雄三（阪神、9月14日）
- 佐藤健二（浦和、10月8日）
- 川島正一（船橋、12月1日）

300勝
- 西弘美（帶廣、2月10日）
- 西浦勝一（阪神、3月8日）
- 友道康夫（中京、3月29日）
- 大久保龍志（阪神、4月12日）
- 安池成實（川崎、4月14日）
- 藤岡健一（札幌、7月26日）
- 土田稔（福島、7月27日）
- 横山保（浦和、8月5日）
- 高岩孝敏（大井、8月29日）
- 相澤郁（中山、12月14日）
- 田邊陽一（川崎、12月16日）
- 城地俊光（水澤、12月31日）

400勝
- 池江泰壽（阪神、4月12日）
- 西園正都（阪神、6月22日）
- 小西一男（新潟、8月2日）
- 松本隆宏（門別、8月6日）
- 鮫島一步（京都、11月30日）
- 山越光（浦和、12月12日）

500勝
- 松代真（船橋、2月14日）
- 林正人（船橋、2月14日）
- 長濱博之（中京、3月30日）
- 岩本洋（川崎、4月17日）
- 赤嶺本浩（大井、6月26日）
- 高月賢一（川崎、7月1日）
- 角居勝彥（函館、7月5日）
- 村上正和（門別、7月15日）
- 坂口義幸（名古屋、8月22日）
- 宗像義忠（新潟、9月6日）
- 田中淳司（門別、9月23日）
- 小野幸治（JRA阪神、9月28日）
- 佐佐木仁（川崎、10月13日）
- 三野宮通（水澤、12月14日）

600勝
- 二之宮敬宇（JRA東京、2月2日）
- 池田孝（川崎、4月16日）
- 林和弘（門別、8月5日）
- 音無秀孝（新潟、8月9日）
- 小久保智（浦和、9月12日）
- 森秀行（東京、10月19日）
- 矢野義幸（船橋、10月31日）
- 佐藤浩一（水澤、12月31日）

700勝
- 岩本利春（帶廣、1月25日）
- 佐藤賢二（船橋、7月21日）
- 新田守（水澤、12月13日）

800勝
- 角川秀樹（門別、8月7日）

900勝
- 栗田和昌（名古屋、9月10日）

1000勝
- 松山康久（中山、1月26日）
- 菅原右吉（盛岡、5月17日）
- 今津勝之（名古屋、6月26日）
- 川西毅（名古屋、9月10日）

1100勝
- 若松平（門別、10月23日）

1200勝
- 原孝明（門別、8月6日）
- 村上實（水沢、12月22日）

1300勝
- 桑原義光（門別、11月13日）

1500勝
- 岡田定一（帶廣、1月3日）
- 小西重征（水澤、1月12日）

1900勝
- 錦見勇夫（名古屋、7月11日）

2400勝
- 角田輝也（名古屋、11月5日）

2500勝
- 松木啟助（高知、3月1日）

## 誕生

### 馬匹
本年誕生的馬匹為2017年經典世代
- 1月12日 - Seda Brillantes
- 1月13日 - 白日彗星
- 1月14日 - Admire Miyabi
- 1月18日 - 雍容白荷[28]
- 2月5日 - 金之霸[29]
- 2月7日 - 聰慧型、帆船競賽
- 2月8日 - 名聞遐邇
- 2月13日 - 觸動心弦[30]
- 2月15日 - 天域皇宮
- 2月17日 - 三幕劇
- 2月21日 - 豹俠女
- 2月24日 - 盈寶理惠[31]、優仕達
- 2月25日 - 里見武神[32]、大和卡尼
- 2月26日 - 覓奇燕子、Territorial
- 2月27日 - 魔族之鳥[33]、Rising Reason、Kosoku Straight
- 2月28日 - Vous Etes Jolie、Best Actor
- 3月1日 - 里見阿瑟
- 3月3日 - 賽黃晶
- 3月8日 - Iron Tailor
- 3月9日 - Sunrise Soar
- 3月10日 - 文雅之士[34]、關鍵一擊、Fan Dii Na
- 3月11日 - 波斯劍客[35]
- 3月13日 - 千古傳誦
- 3月15日 - Sabuno Junior
- 3月18日 - 馬泰領空、Rabbit Run
- 3月20日 - Another Truth
- 3月21日 - 小型艦
- 3月22日 - Epicharis
- 3月23日 - 萬人欽佩、Levante Lion、Mozu Attraction
- 3月25日 - 潮流評審
- 3月28日 - Queen Mambo、競賽神駟、栗子魔咒
- 3月29日 - 信託
- 3月30日 - Higashi Will Win、掛鎖
- 3月31日 - 魔族雅谷[36]
- 4月1日 - 個人特色
- 4月2日 - 福澤滿途
- 4月4日 - 迪雅卓[37]
- 4月5日 - 精緻印刷[38]
- 4月7日 - Mi Suerte
- 4月8日 - 日輪之神[39]
- 4月9日 - Sunrise Nova
- 4月11日 - Success Energy
- 4月13日 - 萬分感謝、Shingun Michael、仙女恩典
- 4月14日 - 越來越愛
- 4月20日 - Kawakita Enka
- 4月21日 - 班師回朝
- 4月22日 - 俠平
- 4月23日 - 海盜衝擊
- 4月24日 - 實搏女王[40]
- 4月29日 - Karakurenai
- 5月1日 - 艾恩遺跡[41]、Ange Desir、 競場觸覺
- 5月3日 - Andes Queen、Salsa Dione
- 5月12日 - 勝出光采[42]
- 5月13日 - 神業[43]
- 5月17日 - 太空隕石[44]
- 5月19日 - 銀金彈丸
- 8月21日 - 菲亞諾

## 死亡

### 馬匹
- 1月22日 - Afleet
- 1月29日 - Diamond Biko
- 1月30日 - Sakura Chitose O
- 2月5日 - Copano Fujin
- 2月8日 - A Shin Wezen
- 2月28日 - Takeno Velvet
- 3月15日 - Yukino Rose
- 3月19日 - Robe Decollte
- 3月25日 - Shino Cross
- 3月28日 - 八重無敵
- 4月2日 - Raiden Leader
- 4月9日 - Giant Wrecker
- 4月16日 - 東海奇謀
- 5月6日 - 目白情人
- 5月12日 - 神聖之光
- 5月21日 - Miyagi Rodrigo
- 6月11日 - 足球名將
- 6月15日 - Kosei
- 6月25日 -Oe Raijin、Copano Jingu
- 7月7日 - 臨泰來
- 7月8日 - Eishin Washington、Kamino Cresse
- 7月13日 - Seika Presto
- 8月3日 - 綠油油
- 8月4日 - Cool Heart
- 8月5日 - 特里安盧
- 8月6日 - Erimo Chic
- 8月7日 - 青竹回憶
- 8月18日 - Akihiro Homare、大樹狂風
- 9月8日 - Fusaichi Concorde
- 9月12日 - Air Messiah
- 9月14日 - 沉默獵人
- 9月25日 - Toyo Rainbow
- 10月3日 - Kurofune Surprise
- 10月8日 - Nishiki Daijin
- 10月12日 - Senor Best
- 11月4日 - 愛發達
- 11月18日 - Wind Fields
- 12月4日 - 美浦新山、Golden Barge
- 12月12日 - Shako Grade

### 人物
- 3月9日 - 加野喜一（馬主公司Blue Management前負責人、加野牧場負責人）
- 3月24日 - 高山幸雄（札幌馬主協會顧問、冠名為「リキアイ」之馬主）
- 4月21日 - 永井康郎（冠名為「メルシー」之馬主）
- 9月7日 - 川島正行（練馬師、千葉縣練馬師會會長）
- 9月21日 - 渡邊孝男（冠名為「アグネス」之馬主）
- 10月1日 - 辻本誠作（練馬師）
- 10月24日 - 石毛善衛（前騎師、前練馬師）
- 11月7日 - 本多正賢（前騎手）